# Nguyễn Hải Hưng
Nguyễn Hải Hưng (sinh ngày 22 tháng 3 năm 1966) là Trung tướng Quân đội nhân dân Việt Nam và chính trị gia người Việt Nam. Ông hiện là đại biểu Quốc hội Việt Nam khóa 15 nhiệm kì 2021-2026, thuộc đoàn đại biểu quốc hội tỉnh Hải Dương, Phó Chủ nhiệm Ủy ban Quốc phòng và An ninh của Quốc hội, Chủ tịch Nhóm nghị sĩ hữu nghị Việt Nam - Singapore, Phó Chủ tịch Nhóm nghị sĩ hữu nghị Việt Nam - Trung Quốc (đại biểu chuyên trách trung ương). Ông lần đầu được trung ương giới thiệu ứng cử và đã trúng cử đại biểu Quốc hội năm 2016 ở đơn vị bầu cử số 1, tỉnh Hải Dương gồm có thị xã Chí Linh và các huyện: Kinh Môn, Kim Thành.

## Xuất thân
Nguyễn Hải Hưng sinh ngày 22 tháng 3 năm 1966 quê quán ở xã Hồng Quang, huyện Nam Trực, tỉnh Nam Định.
Ông hiện cư trú ở số 26A, Khu quân nhân, phường Thống Nhất, thành phố Nam Định, tỉnh Nam Định.

## Giáo dục
- Giáo dục phổ thông: 12/12
- Đại học Quân sự
- Cao cấp lí luận chính trị

## Sự nghiệp
- Từ tháng 9 năm 1983 đến tháng 7 năm 1986: Học viên Trường Sĩ quan Lục quân I/BQP (Đảng viên, tháng 5 năm 1986).
- Từ tháng 8 năm 1986 đến tháng 1 năm 1989: Trung đội trưởng C10 Lữ đoàn 202 - Quân đoàn I.
- Từ tháng 2 năm 1989 đến tháng 6 năm 1991: Trung đội trưởng, Đại đội phó, Đại đội trưởng C862, d866, Lữ đoàn 126, Vùng 4 Hải quân.
- Từ tháng 7 năm 1991 đến tháng 6 năm 1996: Trợ lý Ban Tham mưu, Ban Chính trị, Ban Chỉ huy quân sự thành phố Nam Định, tỉnh Nam Định.
- Từ tháng 7 năm 1996 đến tháng 8 năm 1999: Trợ lý, Trưởng Ban Quân báo - Trinh sát, Bộ Chỉ huy quân sự tỉnh Nam Định (Bí thư Chi bộ tháng 12 năm 1986 đến tháng 8 năm 1999).
- Từ tháng 9 năm 1999 đến tháng 7 năm 2002: Lớp phó Học viện Lục quân (Bí thư Chi bộ).
- Từ tháng 8 năm 2002 đến tháng 3 năm 2004: Phó Chỉ huy trưởng, Tham mưu trưởng Ban Chỉ huy quân sự thành phố Nam Định
- Từ tháng 4 năm 2004 đến tháng 12 năm 2009: Ủy viên Ban Thường vụ Thành ủy, Chỉ huy trưởng Ban Chỉ huy quân sự thành phố Nam Định, đại biểu HĐND thành phố Nam Định.
- Từ tháng 1 năm 2010 đến tháng 3 năm 2011: Phó Tham mưu trưởng Bộ Chỉ huy quân sự tỉnh Nam Định; Phó Sư đoàn trưởng, Tham mưu trưởng Sư đoàn 350/QK3.
- Từ tháng 4 năm 2011 đến tháng 4 năm 2013: Đảng ủy viên Quân khu 3, Sư đoàn trưởng Sư đoàn 350/QK3.
- Từ tháng 5 năm 2013 đến tháng 11 năm 2015: Ủy viên Thường vụ Tỉnh ủy, Chỉ huy trưởng Bộ Chỉ huy quân sự tỉnh Nam Định
- Từ tháng 12 năm 2015 đến tháng 12 năm 2016: Đảng ủy viên, Phó Tư lệnh Quân khu 3, Đại biểu Quốc hội khóa XIV.
- Từ tháng 1 năm 2017 đến nay: Phó Chủ nhiệm Ủy ban Quốc phòng và An ninh của Quốc hội (biệt phái); từ năm 2020 đến nay Bí thư Chi bộ
Năm 2019, ông được phong quân hàm Trung tướng.
Ông hiện là Trung tướng, Phó Chủ nhiệm Ủy ban Quốc phòng và An ninh của Quốc hội, Chủ tịch Nhóm nghị sĩ hữu nghị Việt Nam - Singapore, Phó Chủ tịch Nhóm nghị sĩ hữu nghị Việt Nam - Trung Quốc (đại biểu chuyên trách trung ương).
Ông đang làm việc ở Ủy ban Quốc phòng và An ninh của Quốc hội.

## Lịch sử thụ phong quân hàm
| Năm thụ phong | 1986     | 1989      | 1992   | 1997     | 2001     | 2005      | 2010   | 11-2015     | 9-2019      |
| ------------- | -------- | --------- | ------ | -------- | -------- | --------- | ------ | ----------- | ----------- |
| Quân hàm      |          |           |        |          |          |           |        |             |             |
| Cấp bậc       | Trung úy | Thượng úy | Đại úy | Thiếu tá | Trung tá | Thượng tá | Đại tá | Thiếu tướng | Trung tướng |
| Tuổi          | 20       | 23        | 26     | 31       | 35       | 39        | 44     | 49          | 53          |